# توقيت إستونيا

المناطق الزمنية في أوروبا. EET (UTC + 02:00) و EEST (UTC + 03:00) باللون الأصفر.

استونيا يستخدم وقت أوروبا الشرقية (EET) (UTC + 02: 00) خلال فصل الشتاء، و الوقت أوروبا الشرقية الصيف (EEST) (UTC+03: 00) خلال فصل الصيف. لقد التزمت إستونيا بالتوقيت الصيفي منذ عام 1981. ومع ذلك ، لم يتم استخدامه في 1989-1996  و 2000-2002.
قبل خريف عام 1940، تم استخدام توقيت أوروبا الشرقية في إستونيا. بعد الاندماج في الاتحاد السوفيتي، تم فرض توقيت موسكو. تم استخدام توقيت موسكو حتى 26 مارس 1989.

## روابط خارجية
- التوقيت المحلي الحالي في تالين